# John C. Kelton
Pour les articles homonymes, voir Kelton.
John Cunningham Kelton (24 juin 1828 - 15 juillet 1893) est un officier de l'armée américaine (US Army) qui a occupé le poste d'adjudant général de l'armée américaine de 1889 à 1892.

## Biographie
Kelton est né dans le comté de Delaware, en Pennsylvanie, et a été diplômé de l'Académie militaire des États-Unis en 1851. Il est nommé au 6e régiment d'infanterie et stationné à la frontière nord-ouest. En 1855, il est transféré à Jefferson Barracks, dans le Missouri, où il est nommé premier lieutenant. Il est nommé instructeur adjoint en tactique d'infanterie à West Point en 1857, puis à nouveau en 1859.
Au début de la guerre de Sécession, Kelton est nommé commissaire principal aux achats à Saint-Louis pour approvisionner les troupes dans l'Ouest. Il occupe ensuite le poste d'assistant de l'adjudant général du département de l'Ouest avec le grade de capitaine. A l'automne 1861, Kelton est nommé colonel du 9e Volontaire du Missouri. Il démissionne de son poste de volontaire le 12 mars 1862 et devient assistant de l'adjudant général du département du Mississippi en 1862. C'est là qu'il sert sur le terrain pendant le siège de Corinth. Kelton est promu colonel breveté, puis brigadier breveté pour ses précieux services rendus pendant la guerre.
Kelton est nommé au département de l'adjudant général en avril 1865 et est promu lieutenant-colonel en mars 1866. Il est nommé adjudant général de la division du Pacifique en juillet 1870, où il reste jusqu'en septembre 1885, et est promu colonel en juin 1880. En octobre 1885, il retourne au département de l'adjudant général à Washington et est nommé adjudant général de l'armée américaine (US Army) avec le grade de Brigadier General (général de brigade) en juin 1889. Il prend sa retraite en juin 1892.
Après sa retraite, il est nommé gouverneur du Soldier's Home à Washington, où il reste jusqu'à sa mort en juillet 1893. Il est enterré dans le cimetière de Washington, aujourd'hui connu sous le nom de United States Soldiers' and Airmen's Home National Cemetery (cimetière national du foyer des soldats et aviateurs des États-Unis).

## Source
- (en) Cet article est partiellement ou en totalité issu de l’article de Wikipédia en anglais intitulé « John C. Kelton » (voir la liste des auteurs).